# Nevado del Ruiz
Nevado del Ruiz (španska izgovarjava: [neβaðo ðel ˈrwis]), znan tudi kot La Mesa de Herveo (ime bližnjega mesta) je vulkan na meji departmajev Caldas in Tolima v Kolumbiji, približno 129 kilometrov zahodno od glavnega mesta Bogotá. Je stratovulkan, sestavljen iz številnih plasti lave, ki se izmenjujejo s strjenim vulkanskim pepelom in drugimi piroklastičnimi kamninami. Vulkanska dejavnost v Nevadu del Ruiz se je začela pred približno dvema milijonoma let, od zgodnjega pleistocena ali poznega pliocena, s tremi glavnimi obdobji erupcije. Sedanji vulkanski stožec je nastal v sedanjem obdobju erupcije, ki se je začelo pred 150.000 leti.
Vulkan običajno povzroča vulcanov do plinijski tip izbruha, ki proizvajajo hitre tokove vročega plina in kamnin, imenovane piroklastični tokovi. Ti izbruhi pogosto povzročajo velike laharje (tokove blata in naplavin), ki ogrožajo življenje ljudi in okolja. Vpliv takšnega izbruha se poveča, ko vroč plin in lava stopita gorski snežni pokrov, kar dodaja velike količine vode toku. 13. novembra 1985 je majhen izbruh povzročil ogromen lahar, ki je pokopal in uničil mesto Armero v Tolimi, kar je po ocenah povzročilo 25.000 smrtnih žrtev. Ta dogodek je pozneje postal znan kot tragedija Armero - najsmrtonosnejši lahar v zabeleženi zgodovini. Podobni, a manj smrtonosni incidenti so se zgodili v letih 1595 in 1845, sestavljeni iz majhnega eksplozivnega izbruha, ki mu je sledil velik lahar.
Vulkan je del narodnega naravnega parka Los Nevados, ki vsebuje tudi več drugih vulkanov. Vrh Nevado del Ruiz je prekrit z velikimi ledeniki. Vulkan še naprej ogroža bližnja mesta in vasi in ocenjuje se, da bi lahko zaradi laharjev zaradi prihodnjih izbruhov ogroženo do 500.000 ljudi.
Danes vulkan Nevado del Ruiz nenehno spremlja vulkanski in seizmični observatorij Manizales.

## Geografija in geologija
Nevado del Ruiz, ki leži približno 129 kilometrov zahodno od Bogote, je del gorovja Andov. Vulkan je del vulkanskega masiva Ruiz–Tolima (ali Cordillera Central), skupine petih z ledeniki pokritih vulkanov, ki vključuje tudi vulkane Tolima, Santa Isabel, Quindio in Machin. Masiv je na stičišču štirih prelomov, od katerih so nekateri še aktivni.
Nevado del Ruiz leži znotraj pacifiškega ognjenega obroča, regije, ki obdaja Tihi ocean in vsebuje nekatere najbolj aktivne vulkane na svetu. Je tretji najsevernejši od vulkanov, ki ležijo v severni vulkanski coni Andskega vulkanskega pasu, ki vsebuje 75 od 204 holocenskih vulkanov v Južni Ameriki. Andski vulkanski pas nastane s subdukcijo oceanske plošče Nazca proti vzhodu pod južnoameriško ploščo. Kot velja za številne vulkane v subdukcijskih conah, lahko Nevado del Ruiz povzroči eksplozivne plinijske izbruhe s pripadajočimi piroklastičnimi tokovi, ki lahko stopijo sneg in ledenike v bližini vrha, kar povzroči velike in včasih uničujoče laharje (tokove blata in naplavin).
Tako kot mnogi drugi andski vulkani je tudi Nevado del Ruiz stratovulkan: obsežen, približno stožčasti vulkan, sestavljen iz številnih plasti strjene lave in tefre, vključno z vulkanskim pepelom. Njegove lave so po sestavi andezitno-dacitske. Sodobni vulkanski stožec obsega pet kupol iz lave, vse zgrajene v kalderi prednikovega vulkana Ruiz: Nevado El Cisne, Alto de la Laguna, La Olleta, Alto la Pirana in Alto de Santano. Pokriva površino več kot 200 kvadratnih kilometrov, ki se razteza 65 kilometrov od vzhoda proti zahodu. Širok vrh gore vključuje krater Arenas, ki ima 1 kilometer v premeru in je 240 metrov  globok. Nevado del Ruiz, kot njegova soseda na jugozahodu Nevado El Cisne in Nevado de Santa Isabel, je nad Palestinsko prelomnico, ki seka spodnji El Bosque Batholith, datiran na 49,1 ± 1,7 Ma.
Vrh vulkana ima strma pobočja, ki se nagibajo od 20 do 30 stopinj. Na nižjih nadmorskih višinah postanejo pobočja manj strma; njihov naklon je približno 10 stopinj. Od tam naprej se vznožje razprostira skoraj do roba reke Magdalene, severno od vulkana in reke Cauca na zahodu. Na dveh glavnih straneh vrha stene prikazujejo, kje so se zgodili snežni plazovi. Včasih se je led na vrhu stalil, kar je povzročilo uničujoče laharje, vključno z najsmrtonosnejšim izbruhom na celini leta 1985. Na jugozahodnem boku vulkana je piroklastičen stožec La Olleta, ki trenutno ni aktiven, je pa morda izbruhnil v zgodovinskih časih.

### Ledeniki
Vrh Nevado del Ruiz je prekrit z ledeniki (nevado v španščini pomeni "zasnežen"), ki so nastajali več tisoč let in so se na splošno umaknili od zadnjega ledeniškega maksimuma. Pred 28.000 do 21.000 leti so ledeniki zasedli približno 1500 kvadratnih kilometrov masiva Ruiz–Tolima. Še pred 12.000 leti, ko so se ledene plošče iz zadnjega ledeniškega obdobja umikale, so še vedno pokrivale 800 kvadratnih kilometrov. V času male ledene dobe, ki je trajala od približno 1600 do 1900 n. št., je ledeni pokrov pokrival približno 100 kvadratnih kilometrov.
Od takrat so se ledeniki zaradi segrevanja ozračja še bolj umaknili. Do leta 1959 se je ledeniško območje masiva zmanjšalo na 34 kvadratnih. Od izbruha leta 1985, ki je uničil približno 10 % ledene odeje na vrhu, se je območje Nevado del Ruiz, ki ga pokrivajo ledeniki, prepolovilo – s 17 na 21 kvadratnih kilometrov takoj po izbruhu na približno 10 kvadratnih kilometrov leta 2003. Ledeniki so leta 1985 dosegli višino do 4500 metrov, zdaj pa so se umaknili na nadmorske višine 4800–4900 metrov.
Ledena kapa je v povprečju debela približno 50 metrov. Najdebelejša je na delih vršne planote in pod ledenikom Nereides na jugozahodnih pobočjih, kjer je globoka kar 190 metrov. Ledeniki na severnih in v manjši meri vzhodnih pobočjih so v izbruhu leta 1985 izgubili največ ledu, zato segajo le do 30 metrov globoko. Globok led, ki prekriva vršno planoto, lahko skriva kaldero. Ko se je led umaknil, se je pojavilo pet kupol, ki obkrožajo planoto vrha.
Staljena voda iz ledenikov odteka predvsem v reko Cauca in Magdaleno preko zahodnega in vzhodnega boka vulkana. Odtok iz teh ledenikov in tistih na okoliških vulkanih je vir sladke vode za štirideset okoliških mest, kolumbijski znanstveniki in vladni uradniki pa so zaskrbljeni zaradi oskrbe mest z vodo, če bi se ledeniki popolnoma stopili.

## Rastlinstvo in živalstvo
Nevado del Ruiz je zaradi visoke nadmorske višine na splošno slabo gozdnat, gozdna pokritost pa se z naraščanjem nadmorske višine zmanjšuje. Na nižjih nadmorskih višinah so prisotni dobro razviti mezični gozdovi (20–35 metrov visoko). Nad njimi, vendar pod drevesno mejo, so deli vulkana pokriti s pritlikavimi gozdovi, visokimi 3–8 metrov. Nad drevesno mejo, v coni Páramo, v vegetaciji prevladujejo rastline, kot sta šopasta trava in espeletia. Regionalno vegetacijo sestavljajo različne družine lesnatih rastlin, vključno z broščevkami (Rubiaceae), metuljnicami (Leguminosae), Melastomaceae, lovorovke' in Moraceae. V regiji so prisotne tudi rože, kot so Polypodiaceae s.l., kačnikovke (Araceae), trave (Poaceae), nebinovke (Asteraceae), Piperaceae in kukavičevke (Orchidaceae).
Živali, ki živijo na vulkanu, so gorski tapir (Tapirus pinchaque) in medved očalar (Tremarctos ornatus), ki sta oba označena kot ogrožena. Druge živali, ki naseljujejo okoliško regijo, so rumenočeli papagaj (Bolborhynchus ferrugineifrons), Oxypogon stuebelii in krastača Osornophryne percrassa. Vulkan je dom 27 vrstam ptic, ki so endemične za Kolumbijo, pri čemer je 14 od teh vrst omejenih na regijo okoli vulkana. 15 vrst ptic na tem območju velja za ogrožene.

## Narodni park Los Nevados
Nevado del Ruiz je eden od več stratovulkanov v narodnem naravnem parku Los Nevados, narodnem parku, ki je zahodno od Bogote v središču kolumbijskih Andov. Park je priljubljena turistična destinacija in vsebuje več turističnih zavetišč. Pobočja vulkana se uporabljajo za zimske športe, bližnje jezero Otún pa ponuja ribolov postrvi. V bližini so številna komercialno vodena zdravilišča. 
V letih 1868–1869 sta se nemška geologa Wilhelm Reiss in Alphons Stübel prva poskušala povzpeti na Ruiz. Leta 1936 sta W. Cunet in Augusto Gansser-Biaggi opravila prvi uspešen vzpon, deloma s smučmi; vzpon so ponovili leta 1939.

## Zgodovina izbruhov
Prvi izbruhi Nevado del Ruiz so se zgodili pred približno 1,8 milijona let na začetku pleistocenske epohe. V zgodovini masiva so bila identificirana tri primarna obdobja izbruha: predniki, starejša in sedanja. V obdobju prednikov med milijonom in dvema milijonoma let je nastal kompleks velikih stratovulkanov. Pred 1,0 milijona in 0,8 milijona let so se delno zrušile in tvorile velike (5–10 km široke) kaldere. V starejšem obdobju, ki je trajalo od 0,8 milijona do 0,2 milijona let, se je razvil nov kompleks velikih stratovulkanov (vključno s starejšim Ruizom, Tolimo, Quindio in Santa Isabel). Eksplozivne vrhove kaldere so se ponovno oblikovale pred 0,2 milijona do 0,15 milijona let.
Sedanje obdobje se je začelo pred približno 150.000 leti in je vključevalo razvoj sedanje vulkanske zgradbe z umestitvijo kupol lave iz andezita in dacita (magmatske kamnine) znotraj starejših kalder. V zadnjih 11.000 letih je Nevado del Ruiz šel skozi vsaj 12 stopenj izbruha, ki so vključevale večkratne izpade pobočij (skalni plazovi), piroklastične tokove in laharje, ki so privedli do delnega uničenja kupol na vrhu. V zadnjih nekaj tisoč letih so bili izbruhi vulkanov v masivu Ruiz–Tolima večinoma majhni, usedline piroklastičnega toka pa so bile veliko manj obsežne kot v pleistocenu. Ker prejšnji izbruhi vulkana niso zabeleženi, so vulkanologi za njihovo datiranje uporabili tefrokronologijo.
V zabeleženi zgodovini so bili izbruhi sestavljeni predvsem iz osrednjega izbruha (v kalderi), ki mu je sledil eksplozivni izbruh, nato laharji. Ruizov najzgodnejši ugotovljen holocenski izbruh je bil okoli 6660 pr. n. št., nadaljnji izbruhi pa so se zgodili leta 1245 pr.n.št. ± 150 let (datirano z radiokarbonskim datiranjem), okoli 850 pr. n. št., 200 pr. n. št. ±100 let, 350 n.št. ± 300 let, ±600 let pred našim štetjem. 1350, 1541 (morda) , 1570, 1595, 1623, 1805, 1826, 1828 (morda), 1829, 1831, 1833 (morda), 1845, 1916, december 1984 – marec 1985, september 1985 – julij 1991 in morda aprila 1994. Številni od teh izbruhov so vključevali izbruh osrednjega zračnika, bočni izbruh in freatično (parno) eksplozijo. Ruiz je za Galerasom drugi najbolj aktiven vulkan v Kolumbiji.

### Lahar leta 1595
13. novembra 1595 je izbruhnil Nevado del Ruiz. Epizoda je bila sestavljena iz treh plinijskih izbruhov, ki so bili slišani do 100 kilometrov od vrha vulkana. Izvržena je bila velika količina pepela, ki je popolnoma zatemnila okolico. Vulkan je izbruhnil tudi lapile (oblika tefre) in plovec. Skupno je izbruh proizvedel 0,16 km3 tefre. Pred izbruhom so bili tri dni potresi. Izbruh je povzročil laharje, ki so potovali po dolinah bližnjih rek Gualí in Lagunillas, zamašili vodo, ubili ribe in uničili vegetacijo. Zaradi laharja je umrlo več kot 600 ljudi. Izbruh iz leta 1595 je bil zadnji večji izbruh Nevado del Ruiz pred letom 1985. Izbruh iz leta 1595 in 1985 sta si bila v mnogih pogledih podobna, vključno s kemično sestavo izbruhanega materiala.

### Lahar leta 1845
Zjutraj 19. februarja 1845 je močan potres povzročil močan blatni tok. Ta blatni tok je tekel po dolini reke Lagunillas približno 70 kilometrov in se je izlil iz rečnega korita ter ubil velik del lokalnega prebivalstva. Ko je dosegel aluvialni stožec, se je blatni tok razdelil na dva kraka. Večji del se je združil z reko Lagunillas in se izlil v bližnjo reko Magdaleno, manjši del pa so preusmerili hribi pred kanjonom Lagunillas, zavili za 90 stopinj proti severu, dokler niso dosegli reke Sabandije, nato pa stekli proti vzhodu z reko Lagunillas. Reka Sabandija, se je ponovno priključila drugemu kraku blatnega toka na stičišču Sabandije in Magdalene. Ocenjuje se, da je v blatnih tokovih umrlo 1000 ljudi.

### Izbruh (1985)
Od novembra 1984 so geologi opazili naraščajočo raven potresne aktivnosti blizu Nevado del Ruiz. Takšna vulkanska tektonska seizmičnost je pogosto predhodnica prihajajočega izbruha. Drugi znaki prihajajočega izbruha so vključevali povečano aktivnost fumarol, odlaganje žvepla na vrhu vulkana in majhne freatske izbruhe. Pri slednjem je vroča magma prišla v stik z vodo, kar je povzročilo eksplozije, saj se je voda skoraj v trenutku spremenila v paro. Najpomembnejši od teh dogodkov je bil izmet pepela 11. septembra 1985. Dejavnost vulkana se je oktobra 1985 zmanjšala. Najverjetnejša razlaga dogodkov je, da se je nova magma dvignila v vulkansko zgradbo pred septembrom 1985.
Italijanska vulkanološka misija je analizirala vzorce plina iz fumarol vzdolž dna kraterja Arenas in dokazala, da so mešanica ogljikovega dioksida in žveplovega dioksida, kar kaže na neposreden izpust magme v površinsko okolje. Poročilo misije, podano 22. oktobra 1985, je ocenilo, da je tveganje za laharje zelo veliko. Poročilo je lokalnim oblastem predlagalo različne preproste tehnike pripravljenosti.
Novembra 1985 se je vulkanska aktivnost ponovno povečala, ko se je magma približala površini. Vulkan je začel sproščati vse večje količine plinov, bogatih z žveplovim dioksidom in elementarnim žveplom. Vsebnost vode v plinih fumarol se je zmanjšala, vodni izviri v bližini Nevado del Ruiz pa so se obogatili z magnezijem, kalcijem in kalijem, ki so bili izluženi iz magme. Temperature termodinamičnega ravnotežja (stacionarne toplotne energije), ki ustrezajo kemični sestavi izpuščenih plinov, so bile od 200 °C do 600 °C. Obsežno razplinjevanje magme je povzročilo nastanek pritiska v vulkanu, kar je na koncu povzročilo eksplozivni izbruh.

#### Izbruh in laharji
Ob 15:06, 13. novembra 1985, je Nevado del Ruiz začel bruhati, pri čemer je dacitno tefro izvrgel več kot 30 kilometrov v ozračje. Skupna masa izbruhanega materiala (vključno z magmo) je bila 35 milijonov ton – le 3 % količine, ki je izbruhnila iz  gore Sv. Helene leta 1980. Izbruh je dosegel vrednost 3 na indeksu vulkanske eksplozivnosti. Masa izvrženega žveplovega dioksida je bila približno 700.000 ton ali približno 2 % mase izbruhanega trdnega materiala, zaradi česar je izbruh netipično bogat z žveplom.
Izbruh je povzročil piroklastične tokove, ki so topili vršne ledenikov in sneg ter ustvarili štiri debele laharje, ki so tekli po rečnih dolinah na bokih vulkana. Uničil je tudi majhno jezero, ki so ga opazili v kraterju Arenas nekaj mesecev pred izbruhom. Voda v takšnih vulkanskih jezerih je ponavadi izredno slana in vsebuje raztopljene vulkanske pline. Vroča, kisla voda jezera je bistveno pospešila taljenje ledu; ta učinek so potrdile velike količine sulfatov in kloridov, ki jih najdemo v toku laharja.
Laharji, sestavljeni iz vode, ledu, plovca in drugih kamnin, so se pomešali z glino, ko so potovali navzdol po bokih vulkana.Tekli so po straneh vulkana s povprečno hitrostjo 60 km na uro, pri čemer so erodirali zemljo, odrivali kamnine in uničevali vegetacijo. Potem ko so se spustili tisoče metrov po strani vulkana, so bili laharji usmerjeni v vseh šest rečnih dolin, ki vodijo od vulkana. V rečnih dolinah so laharji narasli skoraj 4-krat od prvotne prostornine. V reki Gualí je lahar dosegel največjo širino 50 metrov.
Eden od laharjev je tako rekoč izbrisal mesto Armero v Tolimi, ki je ležalo v dolini reke Lagunilla. Preživela je le četrtina od 28.700 prebivalcev. Drugi lahar, ki se je spustil skozi dolino reke Chinchiná, je ubil približno 1800 ljudi in uničil približno 400 domov v mestu Chinchiná v departmaju Caldas. Skupno je bilo ubitih več kot 23.000 ljudi in približno 5.000 je bilo ranjenih. Uničenih je bilo več kot 5000 domov. Tragedija Armero, kot je dogodek postal znan, je bila druga najbolj smrtonosna vulkanska katastrofa v 20. stoletju, presegel jo je le izbruh Mount Pelée leta 1902  in je četrti najsmrtonosnejši vulkanski izbruh v zabeleženi zgodovini. Je tudi najsmrtonosnejši znani lahar in najhujša naravna katastrofa v Kolumbiji. Mlado dekle po imenu Omayra Sánchez je postalo svetovni simbol katastrofe, potem ko so njene slike ujete pod ruševinami njenega nekdanjega doma, po izbruh postale novice po vsem svetu.
Izguba življenj med izbruhom leta 1985 je bila deloma posledica dejstva, da znanstveniki niso natančno vedeli, kdaj se bo izbruh zgodil in oblasti ne bi sprejele dragih preventivnih ukrepov brez jasnih opozoril o neposredni nevarnosti. Ker se je zadnji večji izbruh vulkana zgodil več kot 140 let prej, je bilo za mnoge tudi težko sprejeti nevarnost, ki jo je vulkan predstavljal; domačini so ga imenovali celo "speči lev". Zemljevidi nevarnosti, ki prikazujejo, da bi bil Armero popolnoma poplavljen po izbruhu, so bili razdeljeni več kot mesec dni pred izbruhom, a je kolumbijski kongres kritiziral znanstvene in civilne obrambne agencije zaradi strašljivosti. Lokalne oblasti niso opozorile ljudi na resnost situacije, tako da sta Armerov župan in duhovnik pomirila prebivalstvo po izbruhu pepela 13. novembra popoldne in posledičnem pepelu zgodaj zvečer. Drugi dejavnik je bilo neurje, ki je prizadelo tisti večer, ki je povzročilo izpade električne energije in oviralo komunikacijo. Uradniki civilne zaščite iz štirih bližnjih mest so poskušali opozoriti Armero, da se lahar približuje približno eno uro, preden je dosegel Armero, vendar jim ni uspelo vzpostaviti radijskega stika.
Znanstveniki so se pozneje ozreli nazaj na ure pred izbruhom in opazili, da se je v zadnjih urah pred izbruhom zgodilo več dolgotrajnih potresov, ki se začnejo močno in nato počasi ugasnejo. Vulkanolog Bernard Chouet je dejal, da je »vulkan kričal 'Pravkar bom eksplodiral'«, vendar znanstveniki, ki so preučevali vulkan v času izbruha, tega signala niso znali prebrati.

## Trenutne grožnje in pripravljenost
Vulkan še naprej resno ogroža bližnja mesta in vasi. Najverjetnejša nevarnost so izbruhi majhnega obsega, ki lahko destabilizirajo ledenike in sprožijo laharje. Kljub znatnemu zmanjšanju ledenikov ostaja količina ledu na vrhu Nevado del Ruiz in drugih vulkanov v masivu Ruiz–Tolima, velika. Taljenje le 10 % ledu bi povzročilo blatne tokove s prostornino do 2.000.000 kubičnih metrov – podobno blatnemu toku, ki je leta 1985 uničil Armero. Takšni laharji lahko v nekaj urah po rečnih dolinah prepotujejo do 100 kilometrov. Ocene kažejo, da je v nevarnosti do 500.000 ljudi, ki živijo v dolinah Combeima, Chinchiná, Coello-Toche in Guali, 100.000 od teh pa velja za visoko ogroženih. Laharji predstavljajo grožnjo za bližnja mesta Honda, Mariquita, Ambalama, Chinchiná, Herveo, Villa Hermosa, Salgar in La Dorada. Čeprav so manjši izbruhi bolj verjetni, dva milijona let dolga eruptivna zgodovina masiva Ruiz–Tolima vključuje številne velike izbruhe, kar kaže, da grožnje velikega izbruha ni mogoče prezreti. Velik izbruh bi imel širše posledice, vključno z morebitnim zaprtjem letališča v Bogoti zaradi padavin pepela.
Ker se je tragedija Armero poslabšala zaradi pomanjkanja zgodnjih opozoril, nespametne rabe zemljišč in nepripravljenosti bližnjih skupnosti, je kolumbijska vlada oblikovala poseben program (Oficina Nacional para la Atencion de Desastres, 1987), da bi preprečili takšne incidente v prihodnosti. Vsa kolumbijska mesta so bila usmerjena k spodbujanju preventivnega načrtovanja, da bi ublažili posledice naravnih nesreč, izvedene so bile vaje evakuacije zaradi vulkanskih nevarnosti. Približno 2300 ljudi, ki so živeli ob petih bližnjih rekah, je bilo evakuiranih, ko je leta 1989 ponovno izbruhnil Nevado del Ruiz. Ko je aprila 2008 izbruhnil drugi kolumbijski vulkan Nevado del Huila, je bilo na tisoče ljudi evakuiranih, ker so bili vulkanologi zaskrbljeni, da bi lahko bil izbruh še en Nevado del Ruiz.
Leta 2006 je močno deževje na Ruizu povzročilo plaz po reki Chinchiná, pri čemer je umrlo devet mladih, starih od 12 do 19 let, na skavtski odpravi blizu vulkana.

### Nedavne dejavnosti
Septembra in oktobra 2019 je INGEOMINAS (Kolumbijski inštitut za rudarstvo in geologijo) opazil postopno večanje potresne aktivnosti v bližini kraterja Arenas. Žveplove vonjave in freatični izbruhi, o katerih so poročali pri Nevado del Ruiz, so 1. oktobra sprožili rumeni alarem. Kemična analiza vulkana je pokazala deformativne spremembe in geokemične spremembe. V naslednjih štirih mesecih je nekaj dolgotrajnih potresov, ki veljajo za psevdo-tornilske dogodke, vzbujalo zaskrbljenost, da bi vulkan lahko izbruhnil. Leta 2010 se je pogostnost povečala in v povprečju je bilo mesečno zabeleženih 890 vulkanskih potresov, kar je približno osemkrat več, kot je bilo zabeleženih od leta 2009 do 2010.
Znanstveniki, ki so leteli nad vulkanom 8. marca 2012, so opazili usedline svežega pepela na vzhodnem boku vulkana blizu kraterja, verjetno zaradi freatskega izbruha 22. februarja. Kasneje tistega dne je iz kraterja izbruhnilo malo pepela; do 13. marca so znanstveniki odkrili usedline pepela na vrhu reke Gualí. Potem ko se je seizmičnost še naprej povečevala, je bila stopnja opozorila dvignjena na oranžno, aprila pa je uprava nacionalnega naravnega parka Nevados zaprla rezervat v strahu pred nevarnostmi laharjev in pepela. Nenadni marčevski vrhunec aktivnosti ni dosegel vrhunca z večjim izbruhom, aktivnost pa se je tako zmanjšala, da je bila 3. maja stopnja opozorila znižana na rumeno. 29. maja se je seizmičnost hitro povečala in raven opozorila je bila obnovljena na oranžno, ker je pepel padel v več kot 20 bližnjih skupnosti. V naslednjih nekaj mesecih je pepel pogosto padal, dokler se junija ponovno niso povečali potresi. Zaradi resnosti teh potresov je odbor za nujne primere Caldasa prek medijev odredil evakuacijo za 300–1500 ljudi v bližini vulkana. Stopnja opozorila je bila povišana na rdečo, kar nakazuje skorajšnji večji vulkanski dogodek, 2. julija 2012 pa se je zgodil izbruh s premerom 7,5 kilometra, ki se je občasno nadaljeval do konca avgusta. Izpusti pepela in emisije žveplovega dioksida so se ponavljali do januarja 2013.
Do začetka julija 2013 je v Nevado del Ruiz nekajkrat na mesec padal pepel. 11. julija 2013 je prišlo do razmeroma velike eksplozije, ki ji je sledila nedejavnost do avgusta, ko se je nadaljeval izpust pepela s presledki do aprila 2014. Poročila o padanju pepela so prenehala do oktobra 2014. Novembra 2014 so bili zabeleženi potresi in vulkanski pepel je bil opažen blizu vrha; pepel je dosegel lokalne skupnosti v polmeru 30 km večkrat vsak mesec do decembra 2015. Kupola iz lave je bila iztisnjena od avgusta do konca oktobra leta 2015, kar sovpada s porastom toplotnih anomalij v bližini kraterja na vrhu ob koncu istega leta. Po podatkih programa Global Volcanism Program se je zadnji dokumentiran izbruh Nevado del Ruiz zgodil leta 2017. Vendar pa poročila observatorija Servicio Geológico Colombiano v Manizalesu do konca oktobra 2018 kažejo na potrese v bližini vulkana s freatičnimi izbruhi, ki so izločali vodno paro, vulkanski pepel in vulkanske pline do 1,5 km nad njegovim kraterjem.